# Francesco Patavino
Francesco Patavino, anche conosciuto come Francesco da Santa Croce (Padova, 1487 circa – 1556 circa), è stato un compositore italiano.

## Biografia
Francesco Patavino nacque nel quartiere storico di Santa Croce, e fu allievo di Rufino d'Assisi. Autore di musica sacra, uno tra i primi a introdurre nei suoi composizioni il principio dei cori spezzati. Nei suoi salmi e mottetti, Patavino utilizza una tessitura maggioritariamente omofona, invece del più comune e tradizionale contrappunto imitativo.
Ha scritto anche 7 frottole nel genere profano.